# Reijerscop
Reijerscop is een buurtschap en van oorsprong middeleeuwse ontginning, liggend in de Nederlandse gemeenten Woerden en Utrecht, in de provincie Utrecht. De boerderijen en andere gebouwen in deze buurtschap liggen aan een ruim 5 km lange weg met de naam Reijerscop, die even ten zuiden van de A12 ligt en daarmee ongeveer evenwijdig loopt. Ongeveer 3 km van deze weg ligt in Harmelen, gemeente Woerden, en het resterende oostelijke deel ervan ligt in De Meern, gemeente Utrecht.
De naam is een verbastering van Reigerskop. Het begrip kop in de naam slaat niet op de kop van een reiger, maar op het feit dat de Polder Reijerscop een zogenaamde cope-ontginning is.
Voor 1795 was Reijerscop verdeeld over vier gerechten, waarvan er twee in de loop der tijden opgegaan waren in een naburig gerecht. Bestuurlijk was het een chaos, want de percelen die tot een bepaald gerecht hoorden, lagen niet aaneengesloten, maar verspreid door de polder.
- Reijerscop Kreuiningen komt eerder voor onder de namen Willem Taetsens Gerecht, Hubrecht van Vianens Gerecht en Floris van Montfoorts Gerecht. Het was het grootste gerecht met een omvang van ongeveer 11 hoeven.
- Reijerscop Meerlo, ook wel genoemd Reijerscop Sint Pieter was het kleinste gerecht met een omvang van ongeveer 2 hoeven. Het was in bezit van de proosdij van Sint Pieter te Utrecht
- Reijerscop Lichtenberg werd al snel bestuurd door de bezitter van Veldhuizen. In de loop der tijd smolten de gerechten samen en was er sprake van Reijerscop Veldhuizen. Het zelfde gebeurde met het gerecht Rosweide, zodat er uiteindelijk een combinatie van drie gerechten ontstond.
- Reijerscop Indijk maakte geen deel uit van het Sticht Utrecht, maar van het Hollandse Land van Woerden. Het bestond uit ongeveer 7 hoeven. Door de vereniging met het gerecht Indijk ging het Reijerscop Indijk heten.

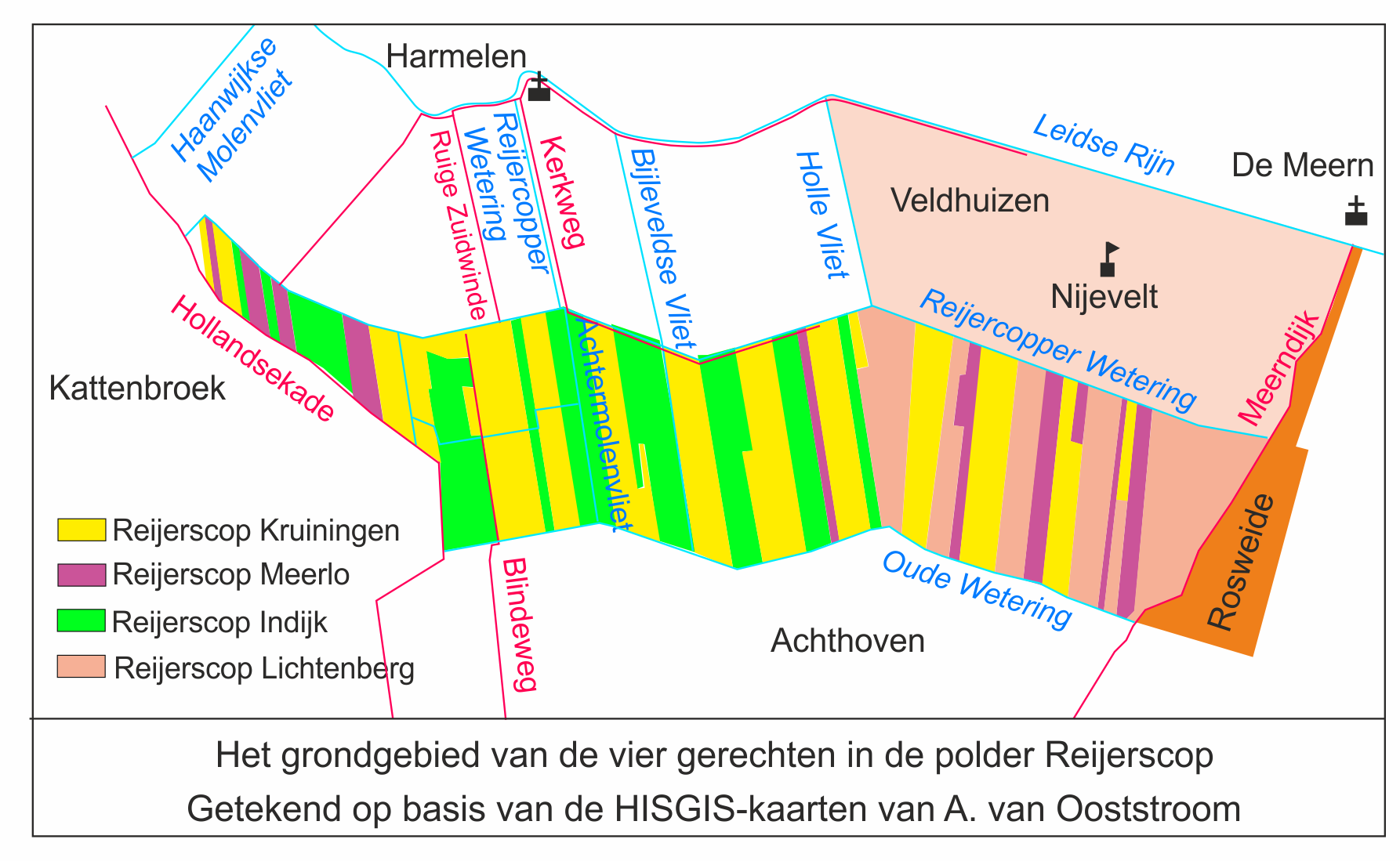

Per 1-1-1812 werd het hele gebied van Reijerscop, samen met Veldhuizen en Rosweide, ingedeeld bij de gemeente Harmelen. Oer 1 april 1817 werden de gemeentes Veldhuizen en Indijk gevormd door afsplitsing van Harmelen. 
Reijerscop werd verdeeld over deze twee gemeentes. De gemeente Indijk kwam bij de provincie Holland, terwijl de gemeente Veldhuizen bij Utrecht bleef. Uiteraard kon er geen rekening gehouden worden met de grillige historische indeling. De grens werd gevormd door de Achtermolenvliet ten zuiden van het dorp Harmelen. Alles ten westen van deze vliet kwam aan de gemeente Indijk en alles ten oosten van de vliet aan de gemeente Veldhuizen. De gemeente Indijk ging per 1 januari 1821 over naar de provincie Utrecht en werd daarna op 13 januari opgeheven en weer bij Harmelen gevoegd. Op 1 januari 1954 vond een gemeentelijke herindeling plaats in verband met de stadsuitbreiding van Utrecht en de vorming van de gemeente Vleuten-De Meern. De gemeente Veldhuizen werd per die datum opgeheven. Het grootste deel ervan ging op in de nieuwe gemeente Vleuten-De Meern. Daartoe behoorde ook het vroegere Reijerscop-Lichtenberg, met inbegrip van de enclaves van Reijerscop-Kreuningen en Reijerscop-Meerlo binnen dit gebied. Het gebied ten westen hiervan tot aan de Achtermolenvliet werd bij de gemeente Harmelen gevoegd. Het deel van Reijerscop ten westen van de Achtermolenvliet was reeds en bleef een deel van de gemeente Harmelen. Op 1 januari 2001 werden de gemeenten Vleuten-De Meern en Harmelen opgeheven. Vleuten-De Meern werd toen bestuurlijk ingedeeld bij de gemeente Utrecht en Harmelen bij de gemeente Woerden. De splitsing van Reijerscop in twee delen daterend van 1954 bleef ongewijzigd. Het grootste, westelijke deel van Reijerscop ligt thans in Harmelen, gemeente Woerden, en het kleinere oostelijke deel in De Meern, gemeente Utrecht.  
Het wapen van Reijerscop bevatte een 'sprekende' reiger.